# Tagoul
Le Tagoul (en russe : Тагул) est une rivière de Russie qui coule dans l'oblast d'Irkoutsk en Sibérie orientale. C'est un affluent de la Birioussa en rive gauche, donc un sous-affluent de l'Ienisseï par la Birioussa, puis par la Tasseïeva et enfin par l'Angara.

## Géographie
Le bassin versant du Tagoul a une superficie de 7 990 km2 (surface de taille équivalente à celle du département français du Puy-de-Dôme, ou encore un peu supérieure à celle du canton suisse des Grisons).
Son débit moyen mesuré près de son point de confluence est de 104 m3/s. La rivière présente des crues annuelles au printemps et en été, de mai à août. La période d'étiage se déroule en hiver. 
Le Tagoul naît sur le versant septentrional des monts Saïan orientaux. Il coule en règle générale en direction du nord. Son cours comporte de nombreux méandres. Il se jette dans la Birioussa en rive gauche au niveau de la petite localité de Taloïe.
Le Tagoul est habituellement pris par les glaces depuis la deuxième quinzaine d'octobre ou la première quinzaine de novembre, jusqu'au début du mois de mai.

## Hydrométrie - Les débits mensuels à Gueorguievka
Le débit du Tagoul a été observé durant une période de 36 ans (années 1955-1990), à Gueorguievka, localité située à 12 kilomètres en amont de sa confluence avec la Birioussa. 
Le Tagoul est une rivière abondante. Le module de la rivière à Gueorguievka est de 104 m3/s pour une surface prise en compte de 7 940 km2, ce qui correspond à la quasi-totalité du bassin versant de la rivière qui compte 7 990 km2. La lame d'eau écoulée dans ce bassin se monte ainsi à 414 millimètres annuellement, ce qui doit être considéré comme élevé, du moins dans le bassin de 
l'Angara. 
Rivière alimentée essentiellement par les pluies d'été-automne, le Tagoul est un cours d'eau de régime pluvial. 
Le Tagoul présente les fluctuations saisonnières classiques des cours d'eau du sud du bassin de l'Angara, issus du versant nord des monts Saïan orientaux. Les crues se déroulent en été, de mai à août inclus, et résultent des précipitations de la saison. À partir du mois de septembre, le débit diminue progressivement jusqu'à la fin de l'automne. En novembre, survient l'hiver sibérien, ses neiges et ses gelées ; la rivière présente alors son étiage d'hiver, période allant de novembre à début avril. 
Le débit moyen mensuel observé en février (minimum annuel d'étiage) atteint 15,8 m3/s, soit plus ou moins 7 % du débit moyen du mois de juillet (223 m3/s). L'amplitude des variations saisonnières peut être qualifiée de relativement modérée, du moins dans le contexte des cours d'eau sibériens. Sur la période d'observation de 36 ans, le débit mensuel minimal a été de 6,97 m3/s en mars 1974, tandis que le débit mensuel maximal s'est élevé à 505 m3/s en août 1960. Quant à la période libre de glaces (de mai à septembre), le débit mensuel minimal observé se montait à 72,8 m3/s en septembre 1989.